# بورلی لرین گرین
بورلی لرین گرین ((به انگلیسی: Beverly Lorraine Greene)؛ ۴ اکتبر ۱۹۱۵ – ۲۲ اوت ۱۹۵۷) معمار آمریکایی بود. به گفتهٔ درک اسپرلوک ویلسون، سردبیر معماری، او «نخستین زن آفریقایی-آمریکایی است که مجوز معماری در ایالات متحدهٔ دریافت کرده‌است.»  نام او در سال ۱۹۴۲ به عنوان یک معمار در ایلینوی ثبت شده‌است.

## زندگی‌نامه
بورلی لرین گرین در ۴ اکتبر ۱۹۱۵ از وکیلی به نام جیمز ای. گرین و همسرش ورا اهل شیکاگو، ایلینوی متولد شد. این خانواده اصالت آفریقایی-آمریکایی داشتند. او هیچ برادر و خواهری نداشت.  او در دانشگاه ادغام نژادی ایلینوی در اربانا-شمپین (UIUC) تحصیل کرد و در سال ۱۹۳۶ با مدرک کارشناسی در مهندسی ساختمان فارغ‌التحصیل شد و نخستین زن آفریقایی-آمریکایی شد که این مدرک را از دانشگاه کسب کرد. یک سال بعد او مدرک کارشناسی ارشد در رشتهٔ برنامه‌ریزی شهری و مسکن دریافت کرد.  او همچنین در باشگاه نمایشی Cenacle عضو بود و عضو انجمن مهندسان عمران آمریکا هم بود.
تعهدات مدنی گرین پس از پایان دوره کارشناسی ارشد خود در سال ۱۹۳۷ گسترش یافت. در آن سال، گرین بخشی از یک کمیته آفریقایی آمریکایی بود که برای خرید یک آمبولانس برای تیپ بین‌المللی که با جمهوری اسپانیا در جنگ داخلی اسپانیا می‌جنگید، پول جمع‌آوری کرد. سال بعد، او کلوپ دختران ساوث ساید را رهبری کرد، که کار آگاه‌رسانی و یافتن راه‌حال‌هایی برای رسیدگی به «غفلت محسوس از نیاز دختران سیاهپوست در تمام سنین» در دوران رکود بزرگ بود.
پس از فارغ‌التحصیلی، او به شیکاگو بازگشت و در سال ۱۹۳۸ در ادارهٔ مسکن  استخدام شد. او نخستین معمار زن آفریقایی-آمریکایی با مجوز در ایالات متحده شد که در ۲۸ دسامبر ۱۹۴۲ در ایالت ایلینوی ثبت نام کرد.  گرین همچنین برای نخستین دفتر معماری به رهبری یک آمریکایی آفریقایی‌تبار در مرکز شهر شیکاگو کار کرد. علیرغم دست‌آوردهایش، غلبه بر موانع نژادی برای یافتن کار در شهر دشوار بود. جریان اصلی مطبوعات شیکاگو عموما! او و دیگران معماران سیاه‌پوست را نادیده می‌گرفتند. 
گزارشی روزنامه‌ای در سال ۱۹۴۵ در مورد پروژه توسعه شرکت بیمه عمر متروپولیتن در شهر استیوزنت باعث شد که گرین به شهر نیویورک نقل مکان کند. او درخواست خود را برای شرکت در طرّاحی ارائه داد که با این که در برنامه‌ریزی اولیهٔ کارفرما در بارهٔ جداسازی نژادی، امّا برای طرّاحی استخدام شد. تنها پس از چند روز، او پروژه را رها کرد تا بورسیهٔ تحصیلی در مقطع کارشناسی ارشد معماری در دانشگاه کلمبیا را بپذیرد.  او در سال ۱۹۴۵ مدرک معماری گرفت و در شرکت ایزادر رزفیلد مشغول به کار شد. شرکت رزفیلد در درجهٔ اول تأسیسات درمانی را طراحی می‌کرد. گرین تا سال ۱۹۵۵ در دفتر رزفیلد باقی ماند، اما با ادوارد دورل استون در حداقل دو پروژه در اوایل دهه ۱۹۵۰ همکاری کرد. در سال ۱۹۵۱، او درگیر پروژهٔ ساخت تئاتر در دانشگاه آرکانزاس شد و در سال ۱۹۵۲، به برنامه‌ریزی مجتمع هنری در کالج سارا لارنس کمک کرد. پس از سال ۱۹۵۵، او با مارسل برور کار کرد و در طراحی مقر سازمان ملل متحد، یونسکو، در پاریس و برخی از ساختمان‌های پردیس دانشگاه هایتس دانشگاه نیویورک همکاری کرد، اگرچه هر دوی این پروژه‌ها پس از مرگ گرین تکمیل شدند. 

## مرگ
او در ۲۲ اوت ۱۹۵۷ در شهر نیویورک به‌طور ناگهانی درگذشت. مراسم یادبود او در خانه تشییع جنازه یونیتی در منهتن، یکی از ساختمان‌هایی که خود او طراحی کرده بود، برگزار شد.  افراد سرشناسی همچون بیلی استریهورن، لنا هورن و همسرش، لنی هیتون در این مرسام شرکت داشتند، پس از آن چند روز بعد، جسد او به شیکاگو منتقل شد و در آنجا به خاک سپرده شد.

## آثار
این فهرست تنها بخشی از آثار او است و فقط شامل آنهایی است که نام او رسماً به عنوان طرّاح در آنها ذکر شده‌است:
1. ۱۹۵۱: تئاتر دانشگاه آرکانزاس
2. ۱۹۵۲: مجتمع هنری کالج سارا لارنس.
3. خانهٔ تشییع جنازه یونیتی، خیابان هشتم ۲۳۵۲، منهتن.
4. کلیسای مسیحی، خیابان ۱۲۷ و خیابان هفتم، شهر نیویورک
5. ۱۹۵۶: مقر یونسکو، سازمان ملل، پاریس، فرانسه.
6. ۱۹۵۶: ساختما‍نهایی در محوطهٔ دانشگاه نیویورک.